# Pagana maculosa
Pagana maculosa is een pissebed uit de familie Trachelipodidae. De wetenschappelijke naam van de soort is voor het eerst geldig gepubliceerd in 1908 door Gustav Budde-Lund.